# سد اوانگلونگان
سد اوانگلونگان (به لاتین: Huanglongtan Dam) یک مخزن سد در چین است که در شییان واقع شده‌است.